# Adriana Lecouvreur

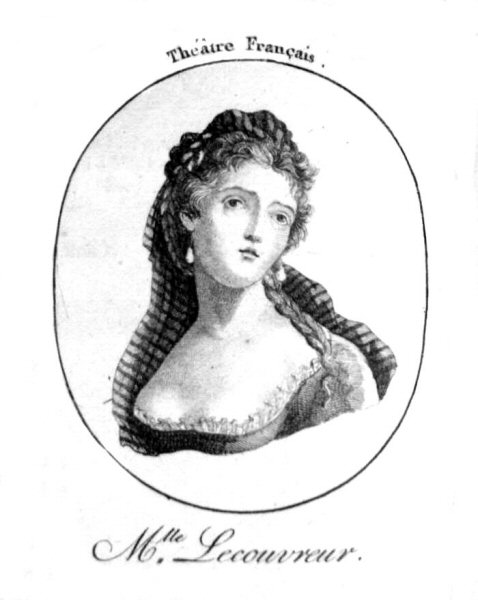

Adriana Lecouvreur es una ópera en cuatro actos con música de Francesco Cilea y libreto en italiano de Arturo Colautti, basado en la obra teatral de Eugène Scribe y Ernest Legouvé. Fue estrenada en el Teatro Lírico de Milán, el 6 de noviembre de 1902 con la participación de Enrico Caruso. 

## Historia
La misma obra de Scribe y Legouvé que sirvió como base a los libretistas de Cilea se usó igualmente por al menos tres libretistas diferentes para óperas que tienen el mismo nombre, Adriana Lecouvreur, y creadas por tres compositores diferentes. La primera fue una ópera en tres actos por Tomaso Benvenuti (estrenada en Milán en 1857). Las dos siguientes fueron dramas líricos en cuatro actos por Edoardo Vera (según un libreto de Achille de Lauzières) que se estrenó en Lisboa en 1858, y por Ettore Perosio (según un libreto anónimo) se estrenó en Ginebra en 1889. Después de que Cilea crease su propia Adriana, sin embargo, ninguna de las otras se volvieron a representar y son, en gran medida, desconocidas hoy.
La ópera se basa en la vida de la actriz francesa Adrienne Lecouvreur (1692–1730). Mientras hay algunas figuras históricas en la ópera, el episodio que relata es en gran medida ficción, su muerte por violetas envenenadas a menudo la señalan como la ópera verista menos realista. A menudo se le condena como uno de los textos más confusos jamás escritos para la escena, y a menudo se hacen cortes a la hora de representarla pero eso hacen la historia todavía más difícil de seguir. Aun así, la heroína Adriana, es un personaje atractivo y la música es mucho mejor que el libreto. El tiempo de un representación moderna típica es de alrededor de 135 minutos (excluyendo descansos).
Fue estrenada en el Teatro Lírico de Milán, el 6 de noviembre de 1902 con la participación de Enrico Caruso como Mauricio de Sajonia, la soprano verista bien conocida Angelica Pandolfini en el rol titular y el suave barítono lírico Giuseppe De Luca como Michonnet. Al año siguiente la dirigió Tullio Serafin en Bolonia, en 1904 se estrena en Hamburgo. 
La ópera se representó por vez primera en los Estados Unidos por la Compañía de Ópera de San Carlo el 5 de enero de 1907 en la French Opera House en Nueva Orleans con Tarquinia Tarquini en el rol titular. Tuvo su estreno en el Metropolitan Opera el 18 de noviembre de 1907 (en una representación protagonizada por Lina Cavalieri y Caruso). Solo tres representaciones aquella temporada, sin embargo, debido en gran medida a la mala salud de Caruso. Posteriormente, fue repuesto en el Met de vez en cuando hasta una nueva producción fue encargada en 1963. Esa producción de 1963 siguió montándose una y otra vez en el mismo teatro, con diferentes repartos, durante las siguientes décadas. Plácido Domingo se estrenó en el Met en 1968, con este papel, junto a la aclamada soprano italiana Renata Tebaldi en el rol titular. Domingo se convirtió en director, también, después de pasar varias décadas como cantante de ópera; cantó de nuevo en Adriana Lecouvreur en febrero de 2009, aunque su voz estaba ya en declive; la retransmisión inicial de la ópera en Sirius XM mostró que Domingo, aunque todavía cantaba bien, estaba transponiendo la mayor parte de ese papel medio tono o, a veces, como en "Il russo Mencikoff", un tono entero.
Llega a La Scala recién en 1932 con Giuseppina Cobelli y Aureliano Pertile. En 1948 se estrena en el Teatro Colón (Buenos Aires) dirigida por Hector Panizza con Maria Caniglia y Beniamino Gigli.
La ópera conoció notoriedad gracias a Claudia Muzio y Magda Olivero y posteriormente Renata Tebaldi y Renata Scotto. El rol titular de Adriana Lecouvreur siempre ha sido favorito entre las sopranos con grandes voces, por su intensidad dramática especialmente en el recitado y la escena final. Este papel tiene una tesitura relativamente baja pero requiere gran potencia vocal, y es desafiante para un nivel dramático – especialmente durante la "Recitación" y escena de muerte de la obra. Es así un vehículo ideal para una cantante equipada con una voz grande y apasionada y gran cantidad de personalidad. Famosas Adrianas de los pasados 75 años han incluido a Claudia Muzio, Magda Olivero - señalada por el compositor cono la Adriana ideal -, Leyla Gencer, Virginia Zeani, Montserrat Caballé, Renata Tebaldi, Raina Kabaivanska, Renata Scotto, Mirella Freni, Daniela Dessì y Joan Sutherland. Una de las últimas sopranos renombradas que ha cantado el papel es Angela Gheorghiu con la Royal Opera de Londres en 2010.
El aria de Adriana - Io sono l'umille ancella (Yo soy la humilde esclava del genio creador) - ha conquistado también la sala de conciertos y recitales.
La novela de Ethan Mordden The Venice Adriana emplea la trama y los personajes de la ópera en un ambiente moderno.
Esta ópera se representa poco; en las estadísticas de Operabase aparece la n.º 128 de las óperas representadas en 2005-2010, siendo la 44.ª en Italia y la primera de Cilea, con 24 representaciones en el período.
Cilea utilizó el recurso del leitmotiv en Adriana Lecouvreur. Así, se puede destacar el tema de la princesa, siniestro y misterioso, y que es citado en diversas formas en todos los actos. Se presenta en forma clara y destacada al inicio del segundo acto, cuando la princesa aparece en escena por primera vez. También son resaltantes el tema de Adriana, que aparece por primera vez en el primer acto con el aria de entrada de la protagonista cuando canta Io son l'umile ancella; y el tema de los comediantes, ligero y amable, que aparece en el primer acto y el último.

## Personajes
| Personaje                                                                       | Tesitura     | Reparto del estreno, 6 de noviembre de 1902 (Director: Cleofonte Campanini) |
| ------------------------------------------------------------------------------- | ------------ | --------------------------------------------------------------------------- |
| Adriana Lecouvreur (Adrienne Lecouvreur), una famosa actriz de comedia francesa | soprano      | Angelica Pandolfini                                                         |
| Maurizio (Mauricio de Sajonia), Conde de Sajonia                                | tenor        | Enrico Caruso                                                               |
| Princesa de Bouillon                                                            | mezzosoprano | Edvige Ghibaudo                                                             |
| Príncipe de Bouillon                                                            | bajo         | Edoardo Sottolana                                                           |
| Abbé (Abate), su sirviente                                                      | tenor        | Enrico Giordani                                                             |
| Michonnet, empresario teatral                                                   | barítono     | Giuseppe De Luca                                                            |
| Jouvenot                                                                        | soprano      |                                                                             |
| Dangeville                                                                      | mezzosoprano |                                                                             |
| Duclos                                                                          | soprano      |                                                                             |
| Poisson                                                                         | tenor        |                                                                             |
| Quinault                                                                        | bajo         |                                                                             |
| Mayordomo                                                                       | bajo         |                                                                             |

## Escenas y arias más famosas
- Io son l'umile ancella, romanza de Adriana
- La dolcissima effigie, romanza de Maurizio
- Ecco il monologo, romanza de Michonnet
- Acerba voluttà, aria de la Principessa
- L'anima ho stanca, romanza de Maurizio
- Non risponde... Aprite!, duetto de Adriana y la Principessa
- Giusto Cielo! che feci in tal giorno?, monólogo de Fedra por Adriana[9]
- Poveri fiori, romanza de Adriana
- No, la mia fronte, duetto de Adriana y Maurizio

## Grabaciones
Una grabación de parte del dúo del último acto "No, più nobile", arreglada para una contenida aria de tenor, se hizo por el propio Caruso ya en el año 1902 para la Gramophone & Typewriter Company en Milán y sus asociados, con Cilea en el piano. Como es apropiado para el gran arte del creador del líder masculino, la versión de Caruso sigue siendo la mejor en disco.
En la interpretación completa del año 1988 para Decca, con Dame Joan Sutherland como Adriana Lecouvreur, el director australiano Richard Bonynge  señaló  que había restaurado un pasaje largamente perdido, que Cilea había cortado originalmente de la partitura, lo que hizo más entendible la trama de la ópera. 
| Año  | Elenco (Adriana Lecouvreur, La Principessa di Bouillon, Maurizio, Michonnet) | Director, Teatro y orquesta                                                              | Sello discográfico                                              |
| ---- | ---------------------------------------------------------------------------- | ---------------------------------------------------------------------------------------- | --------------------------------------------------------------- |
| 1950 | Mafalda Favero, Elena Nicolai, Nicola Filacuridi, Luigi Borgonovo            | Federico Del Cupolo, La Scala Orchestra and Chorus, Milan                                | CD: Artists Int'l                                               |
| 1951 | Carla Gavazzi, Miti Truccato Pace, Giacinto Prandelli, Saturno Meletti       | Alfredo Simonetto, Orquesta y coro de la RAI de Milán                                    | CD: Cetra Opera Collection – Warner Fonit Cat. n.º 8573 87480-2 |
| 1959 | Magda Olivero, Giulietta Simionato, Franco Corelli, Ettore Bastianini        | Mario Rossi, San Carlo Opera Orchestra and Chorus, Naples (live recording)               | CD: Opera D'Oro Cat. n.º 7037                                   |
| 1961 | Renata Tebaldi, Giulietta Simionato, Mario Del Monaco, Giulio Fioravanti     | Franco Capuana, Santa Cecilia Academy Orchestra and Chorus, Rome                         | CD: DECCA Cat. n.º 430256-2                                     |
| 1975 | Montserrat Caballé, Janet Coster, Plácido Domingo, Orazio Mori               | Gianfranco Masini, Lyric Orchestra of Radio France Orchestra and Chorus (live recording) | CD: Opera D'Oro n.º OPD-1194                                    |
| 1977 | Renata Scotto, Yelena Obraztsova, Giacomo Aragall, Giuseppe Taddei           | Gianandrea Gavazzeni, Coro y orquesta de la Ópera de San Francisco (grabación en vivo)   | CD: Myto Records                                                |
| 1981 | Catherine Malfitano, Agnes Baltsa, Alfredo Kraus, Piero Cappuccilli          | Leonard Bernstein, Wiener Philharmoniker, Wiener Staatsopernchor                         | Deutsche Grammophon 420 184-2                                   |
| 1988 | Joan Sutherland, Cleopatra Ciurca, Carlo Bergonzi, Leo Nucci                 | Richard Bonynge, Orquesta y coro de la Ópera Nacional Galesa                             | Decca 415 815-2                                                 |
| 1989 | Mirella Freni, Fiorenza Cossotto, Peter Dvorský, Ivo Vinco                   | Gianandrea Gavazzeni, La Scala Orchestra and Chorus, Milan                               | DVD: La Scala Collection                                        |
| 2000 | Daniela Dessì, Olga Borodina, Sergei Larin, Carlo Guelfi                     | Roberto Rizzi Brignoli, La Scala Orchestra and Chorus, Milan                             | DVD: La Scala Collection                                        |
| 2009 | Maria Guleghina, Olga Borodina, Plácido Domingo, John Del Carlo              | Marco Armiliato, Orquesta y coro de la Metropolitan Opera                                | CD: premiereopera.net                                           |